# Masters de Shanghai de snooker
Ne pas confondre avec les Masters de Shanghai, tournoi de tennis.
Les Masters de Shanghaï sont un tournoi annuel de snooker professionnel qui se déroule dans la ville de Shanghaï, en Chine.

## Historique
Introduit au cours de la saison 2007-2008 en tant que tournoi classé, c'est le deuxième tournoi de cette catégorie dans l'ordre chronologique à se dérouler en Chine, en réponse à l'intérêt grandissant pour le snooker dans ce pays. En 2018, il devient un tournoi sur invitation de catégorie non classée. Après avoir été interrompu pendant plus de quatre ans, en raison de la pandémie de coronavirus, le tournoi est relancé en 2023. 
Ronnie O'Sullivan est le joueur le plus titré, il a remporté le titre a cinq reprises (en 2009, 2017, 2018, 2019 et 2023). Il arbore une série d'invincibilité de 21 matchs consécutifs sans défaite à Shanghai.

## Palmarès
| Année                            | Vainqueur                    | Finaliste                    | Score                        | Saison                       |
| Masters de Shanghaï (classé)     | Masters de Shanghaï (classé) | Masters de Shanghaï (classé) | Masters de Shanghaï (classé) | Masters de Shanghaï (classé) |
| -------------------------------- | ---------------------------- | ---------------------------- | ---------------------------- | ---------------------------- |
| 2007                             | Dominic Dale                 | Ryan Day                     | 10 - 6                       | 2007-2008                    |
| 2008                             | Ricky Walden                 | Ronnie O'Sullivan            | 10 - 8                       | 2008-2009                    |
| 2009                             | Ronnie O'Sullivan            | Liang Wenbo                  | 10 - 5                       | 2009-2010                    |
| 2010                             | Ali Carter                   | Jamie Burnett                | 10 - 7                       | 2010-2011                    |
| 2011                             | Mark Selby                   | Mark Williams                | 10 - 9                       | 2011-2012                    |
| 2012                             | John Higgins                 | Judd Trump                   | 10 - 9                       | 2012-2013                    |
| 2013                             | Ding Junhui                  | Xiao Guodong                 | 10 - 6                       | 2013-2014                    |
| 2014                             | Stuart Bingham               | Mark Allen                   | 10 - 3                       | 2014-2015                    |
| 2015                             | Kyren Wilson                 | Judd Trump                   | 10 - 9                       | 2015-2016                    |
| 2016                             | Ding Junhui (2)              | Mark Selby                   | 10 - 6                       | 2016-2017                    |
| 2017                             | Ronnie O'Sullivan (2)        | Judd Trump                   | 10 - 3                       | 2017-2018                    |
| Masters de Shanghai (non classé) |                              |                              |                              |                              |
| 2018                             | Ronnie O'Sullivan (3)        | Barry Hawkins                | 11 - 9                       | 2018-2019                    |
| 2019                             | Ronnie O'Sullivan (4)        | Shaun Murphy                 | 11 - 9                       | 2019-2020                    |
| 2023                             | Ronnie O'Sullivan (5)        | Luca Brecel                  | 11 - 9                       | 2023-2024                    |
| 2024                             | Judd Trump                   | Shaun Murphy                 | 11 - 5                       | 2024-2025                    |
| 2025                             | Kyren Wilson (2)             | Ali Carter                   | 11 - 9                       | 2025-2026                    |

## Bilan par pays
| Pays           | Joueurs | Total | Premier titre | Dernier titre |
| -------------- | ------- | ----- | ------------- | ------------- |
| Angleterre     | 7       | 12    | 2008          | 2025          |
| Chine          | 1       | 2     | 2013          | 2016          |
| Pays de Galles | 1       | 1     | 2007          | 2007          |
| Écosse         | 1       | 1     | 2012          | 2012          |